# ترک‌اوغلو، مرزیفون
ترک‌اوغلو، مرزیفون (به لاتین: Türkoğlu, Merzifon) یک منطقهٔ مسکونی در ترکیه است که در مرزیفون واقع شده‌است.